# Novodmîtrivka Druha, Rozdilna
Novodmîtrivka Druha (în ucraineană Новодмитрівка Друга) este un sat în comuna Rozdilna din raionul Rozdilna, regiunea Odesa, Ucraina. Anterior a purtat denumirea Leninske Druhe.

## Demografie
Componența lingvistică a localității Novodmîtrivka Druha
     Rusă (80%)
     Ucraineană (20%)
Conform recensământului din 2001, majoritatea populației localității Novodmîtrivka Druha era vorbitoare de rusă (80%), existând în minoritate și vorbitori de ucraineană (20%).